# Akademia Naoek
De Akademia Naoek (Russisch: Академия Наук; vernoemd naar de RAN) is een stratovulkaan in het zuidelijk deel van het Russische schiereiland Kamtsjatka. De vulkaan bevat een aantal caldera's, waarvan een wordt gevuld door het Karymskojemeer.
De vulkaan ontstond ongeveer 40.000 of 30.000 jaar geleden in het late Pleistoceen in de 15 kilometer brede Polovinka-caldera en is sindsdien zeker vier keer uitgebarsten; rond 5500 v. Chr. (± 500 jaar), rond 3850 v. Chr., rond 950 v. Chr. en in 1996. Alle uitbarstingen vonden plaats in het noordelijk deel van het meer of ten noorden daarvan. Bij de uitbarstingen kwamen in oorspronkelijk veel basalt-andesiete lavastromen vrij, terwijl in latere stadia vooral ryodaciete lavakoepels werden gevormd. De laatste uitbarsting van 1996 zorgde voor het uitsterven van al het leven in het Karymskojemeer.

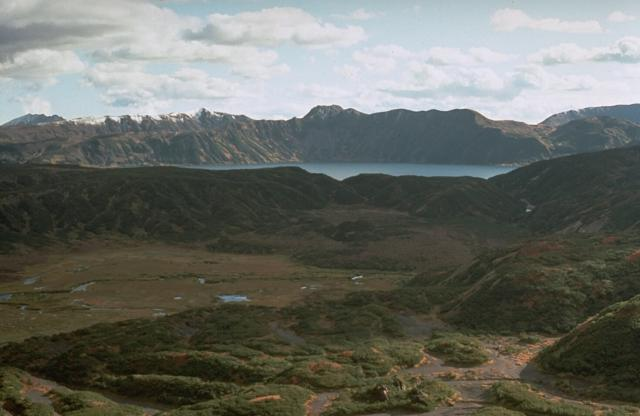
Aanzicht vanaf de Karymskaja Sopka in de richting van het zuidoosten